# Austrelatus weigeli
Austrelatus weigeli (лат.) — вид жуков-плавунцов рода Austrelatus из подсемейства Copelatinae (Dytiscidae). Новая Гвинея. Видовое название A. weigeli дано в честь энтомолога Андреаса Вайгеля (A. Weigel), специалиста по жукам-ксилофагам, который собрал типовую серию.

## Распространение
Встречается в Папуа — Новой Гвинее на острове Новая Гвинея (провинция Восточная Новая Британия, 30 км ю.-з. Кокопо, Arabam, 04°35,75’S, 152°06,84’E, на высоте 200 м над уровнем моря). Этот вид был собран в небольших лесных водоёмах.

## Описание
Мелкие жуки-плавунцы, длина 6,4—6,6 мм. Представителей можно отличить от близких видов по следующей комбинации признаков:
срединная доля гениталий имеет левую долю дорсального склерита с субапикальной, удлинённой вогнутостью. Надкрылья желтоватые или с жёлтой базальной полосой. Голова желтовато-красная. Антенны, другие головные придатки, а также передние и средние ноги желтовато-красные, задние ноги коричневые, все ноги темнее дистально. Брюшная сторона коричневая. Надкрылья с 11+1 бороздками (сильно вдавленными).